# Piz Lagalb
Der Oberengadiner Berg Piz Lagalb ([ˌpitslɐˈgalp]ⓘ) liegt auf dem Gemeindegebiet von Pontresina  im Val Bernina im Kanton Graubünden. Sein Gipfel ist auf 2959 m ü. M.
Bei gutem Wetter reicht die Fernsicht bis zu den Dolomiten. Umgeben wird der Piz Lagalb von den Tälern Val Minor und Val Bernina.
Der Berg ist seit 1963 durch eine Kabinenseilbahn vom oberengadinischen Val Bernina her für den Wintersport erschlossen. In unmittelbarer Nähe zur Talstation der Seilbahn auf 2107 m steht die Haltestelle Bernina-Lagalb der Berninabahn an der Strecke von St. Moritz nach Tirano. Bei der Bergstation (2893 m) gibt es ein Restaurant mit Aussichtsterrasse. Bahn und Restaurant sind ausserhalb der Skisaison geschlossen.
Die unrentable Lagalb-Bahn hätte ursprünglich mit der «Strategie 2030» nach 54 Jahren per Ende Winter 2015/16 eingestellt werden sollen. Um diese Kabinenbahn jedoch zu erhalten, wurde die Gruppe Pro Lagalb ins Leben gerufen, welche bis Juni 2016 rund 5 Millionen Franken zum Erhalt sammeln wollte. Mittlerweile wurde die Lagalb-Bahn zusammen mit der Diavolezza-Bahn von der Piz Nair AG gekauft. Diese wurde im Juni 2017 in Diavolezza Lagalb AG umbenannt. Damit wurde der Weiterbetrieb am Piz Lagalb sichergestellt.